# Amt Allendorf
Das Amt Allendorf war eine territoriale Verwaltungseinheit der Landgrafschaft Hessen, ab 1567 der Landgrafschaft Hessen-Kassel und ab 1803 des Kurfürstentums Hessen.
Bis zur Verwaltungs- und Gebietsreform des Kurfürstentums Hessen im Jahr 1821 und der damit verbundenen Auflösung bildete es als Amt den räumlichen Bezugspunkt für die Einforderung landesherrlicher Abgaben und Frondienste, für Polizei, Rechtsprechung und Heeresfolge.

## Geographische Lage

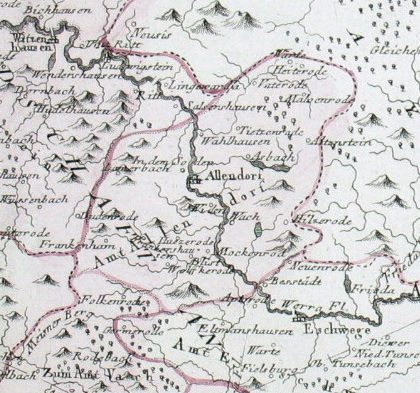
Das Amt Allendorf um 1793

Das Gebiet des Amts Allendorf lag im Tal der Werra (Soodener Bergland) zwischen dem Eichsfeld im Norden, dem Hohen Meißner im Südwesten und dem Höhenzug Gobert im Osten. Im Amtsgebiet mündet die Walse in die Werra. Im Grenzbereich zum Eichsfeld lag der Schifflersgrund.
Der südliche Teil des kleinen Amtsgebiets liegt heute im Nordosten des Landes Hessen und gehört zum Werra-Meißner-Kreis. Aufgrund des Wanfrieder Abkommens liegen die nördlichen Amtsorte Asbach, Sickenberg, Hennigerode, Vatterode und Weidenbach und die Burg Altenstein seit 1945 in Thüringen. Sie gehören heute zum Landkreis Eichsfeld.

## Angrenzende Verwaltungseinheiten
Das Gebiet des Amts grenzte:
- im Nordwesten und Westen an das Amt Ludwigstein (1664 zum Amt Witzenhausen),
- im Norden und Osten an das Eichsfeld (Kurmainz),
- im Süden an die Ämter Eschwege und Bischhausen.

## Geschichte
Seit 1385 ist die Ausbildung eines Amts mit dem Hauptort Allendorf schwach erkennbar, erst im 16. Jahrhundert ist jedoch ein Amt Allendorf mit vier Amtsorten und elf adligen Orten nachgewiesen. Es gehörte zur Landgrafschaft Hessen und kam bei der Erbteilung im Jahr 1567 zur Landgrafschaft Hessen-Kassel. Die Orte Dietzenrode und Wahlhausen, auf die die Landgrafschaft lange Zeit Ansprüche erhob, gingen nach 1583 endgültig an das kurmainzische Eichsfeld (Hansteinsches Gericht). Zum Amt gehörte der bereits 1329 genannte Bezirk der Burg Altenstein mit den Orten Asbach, Sickenberg Weidenbach und ab 1438 auch Hennigerode. Dieser war im Besitz der Herren von Bischoffshausen, welche ihn 1643 wiederkäuflich, 1753 endgültig an Hessen verkauften. Seitdem war das Gericht Altenstein eine eigenständige Einheit unter dem Amtsschultheißen von Allendorf.
Während der französischen Besetzung gehörte das Amtsgebiet von 1807 bis 1813 zum napoleonischen Königreich Westphalen und wurde längs der Werra geteilt. Die orographisch links der Werra gelegenen Orte Sooden, Weiden, Ahrensberg und Ellershausen kamen zum Kanton Sooden im Distrikt Eschwege des Departements der Werra. Die orographisch rechts der Werra gelegenen Orte Allendorf, Kleinvach, Asbach, Sickenberg, Valterode, Hennigerode, Wiedenbach und die Burg Altenstein wurden dem Kanton Allendorf im Distrikt Heiligenstadt des Departements des Harzes zugeteilt zugeordnet.
Nach der Auflösung des Königreichs Westphalen im Jahr 1813 wurde die Landgrafschaft Hessen-Kassel, nun als Kurfürstentum Hessen bezeichnet, mit seiner vormaligen Verwaltungsstruktur wiederhergestellt. Das kurhessische Amt Allendorf bestand noch bis 1821 und wurde dann im Zuge der kurhessischen Verwaltungsreform dem Landkreis Witzenhausen zugeordnet.

## Zugehörige Orte
Städte
- Allendorf

Amtsdörfer
- Sooden
- Vatterode
- Kleinvach

Adlige Orte
- Ellershausen
- Ahrenberg
- Weiden

Adlige Orte, die zum Gericht Altenstein gehörten
- Asbach
- Sickenberg
- Weidenbach
- Hennigerode

Burgen und Schlösser
- Burg Altenstein

Höfe
- bei Allendorf: Alte Hainsmühle, Dammhaus, Halbemark, Hartgemühle, Lückertshof

Wüstungen
- bei Allendorf: Westera, Emmicherode, Glimmerode, Musbach, Altenhain, Balzerode
- bei Kleinvach: Dohlsmühle, Wettigendorf
- beim Altenstein: Bleichhof, Dieffenhof, Hopfenhof, Scheuerhof, Wickenhof
- Osterburg in Allendorf, 1891 als Schloss Rothestein neu erbaut